# Keisuke Ushiro
Keisuke Ushiro (jap. 右代啓祐 Ushiro Keisuke; ur. 24 lipca 1986 w Ebetsu) – japoński lekkoatleta, wieloboista.
Uczestnik dziesięcioboju na igrzyskach olimpijskich 2012, mistrzostwach świata 2011 oraz mistrzostwach świata 2013. W 2014 wywalczył złoto podczas igrzysk azjatyckich w Inczon.
Wielokrotny mistrz Japonii.

## Osiągnięcia
| Rok  | Impreza                 | Miejsce        | Konkurencja   | Lokata      | Wynik     |
| ---- | ----------------------- | -------------- | ------------- | ----------- | --------- |
| 2010 | Igrzyska azjatyckie     | Kanton         | dziesięciobój | 4. miejsce  | 7702 pkt. |
| 2011 | Mistrzostwach świata    | Daegu          | dziesięciobój | 20. miejsce | 7639 pkt. |
| 2012 | Halowe mistrzostwa Azji | Hangzhou       | siedmiobój    | 2. miejsce  | 5590 pkt. |
| 2012 | Igrzyska olimpijskie    | Londyn         | dziesięciobój | 20. miejsce | 7842 pkt. |
| 2013 | Mistrzostwach świata    | Moskwa         | dziesięciobój | 22. miejsce | 7751 pkt. |
| 2014 | Igrzyska azjatyckie     | Inczon         | dziesięciobój | 1. miejsce  | 8088 pkt. |
| 2015 | Mistrzostwa świata      | Pekin          | dziesięciobój | 20. miejsce | 7532 pkt. |
| 2016 | Igrzyska olimpijskie    | Rio de Janeiro | dziesięciobój | 20. miejsce | 7952 pkt. |
| 2017 | Mistrzostwa świata      | Londyn         | dziesięciobój | 20. miejsce | 7498 pkt. |
| 2018 | Igrzyska azjatyckie     | Dżakarta       | dziesięciobój | 1. miejsce  | 7878 pkt. |
| 2019 | Mistrzostwa Azji        | Doha           | dziesięciobój | 1. miejsce  | 7872 pkt. |
| 2019 | Mistrzostwa świata      | Doha           | dziesięciobój | 16. miejsce | 7545 pkt. |

## Rekordy życiowe
- dziesięciobój lekkoatletyczny – 8308 pkt. (2014) rekord Japonii
- siedmiobój lekkoatletyczny (hala) – 5590 pkt. (2012)